# Ostuda v Gijónu
Ostuda v Gijónu (německy Die Schande von Gijón) je označení používané ve sdělovacích prostředcích pro zápas mistrovství světa ve fotbale 1982 mezi západním Německem a Rakouskem, který se uskutečnil 25. června 1982 na stadionu El Molinón ve španělském městě Gijón. Utkání skončilo vítězstvím Němců 1:0, což znamenalo postup obou týmů ze základní skupiny na úkor Alžírska. Zápas vešel do fotbalové historie mimořádně nudným průběhem, protože nikdo z hráčů neměl motivaci snažit se o lepší výsledek.
Podle vývoje ve skupině B bylo před závěrečným zápasem jasné, že pokud západní Němci vyhrají nad Rakouskem o jednu nebo dvě branky, budou mít oba týmy v tabulce čtyři body stejně jako Alžírsko a postoupí díky lepšímu skóre. V jedenácté minutě vstřelil Horst Hrubesch jedinou branku. Další průběh zápasu byl poznamenán oboustranně opatrnou hrou, protože výsledek vyhovoval oběma týmům, a byl ironicky označen jako „pakt o neútočení“. Publikum na stadiónu hlasitě protestovalo a situaci musela uklidnit španělská policie. Komentátor Österreichischer Rundfunk Robert Seeger řekl na konci prvního poločasu divákům, že už mohou televizi klidně vypnout. Místní list El Comercio přinesl zprávu o zápase v policejní rubrice s titulkem, podle něhož se čtyřicet tisíc diváků stalo obětí podvodu.
Alžírská výprava proti domluvenému výsledku vznesla protest, avšak FIFA odmítla zápas anulovat. Tato zkušenost nicméně vedla k tomu, že napříště se na velkých fotbalových turnajích oba závěrečné zápasy skupin hrají ve stejnou dobu, aby se snížila možnost manipulace s výsledky. Bylo také zpřísněno pravidlo o malé domů, které ztížilo zdržování hry.
Na mistrovství světa ve fotbale 2014 na sebe týmy Alžírska a Německa narazily v osmifinále a zápas byl označován za příležitost pro Alžířany k odvetě za rok 1982. Nakonec však po prodloužení zvítězili Němci. 